# Espiritisme

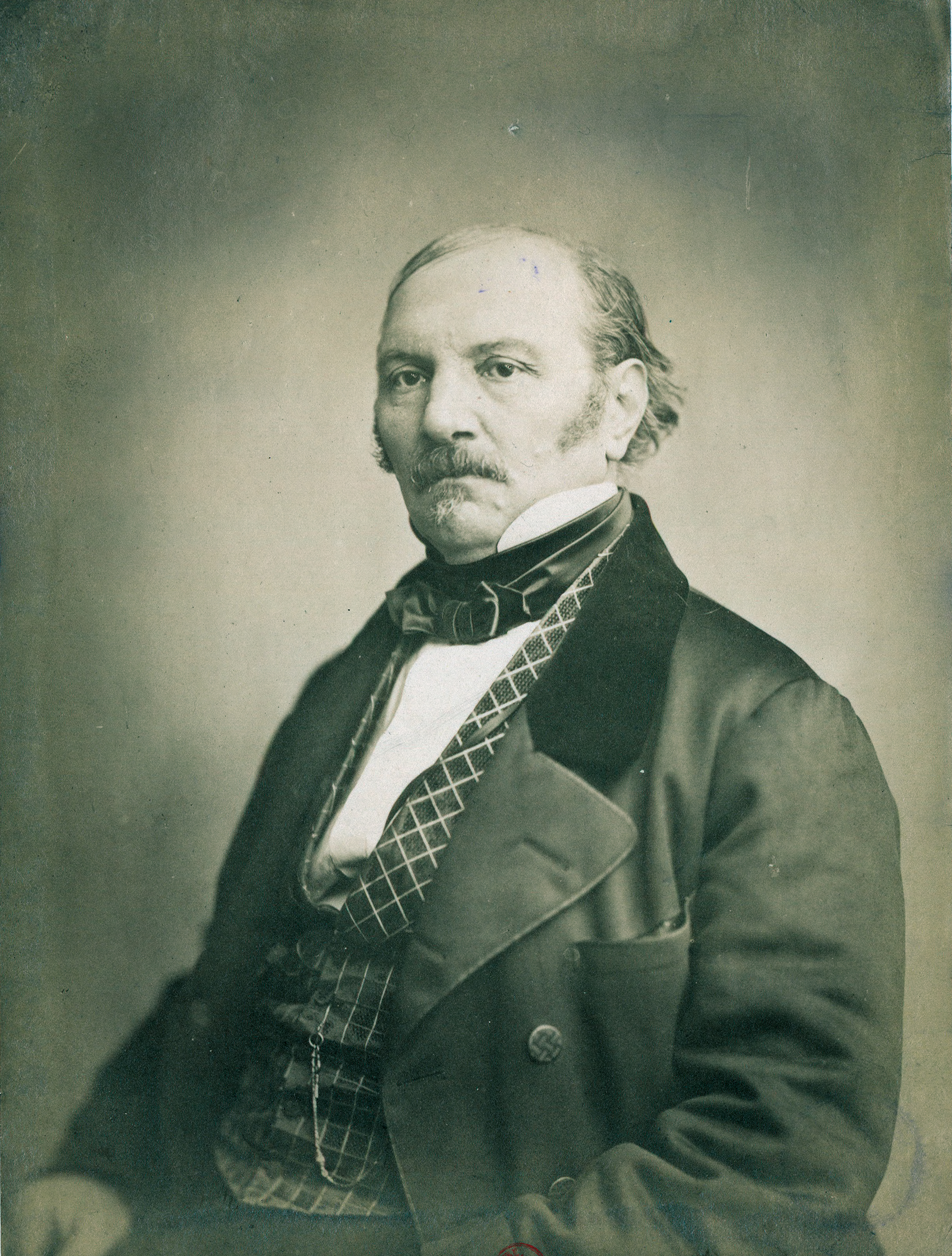
Allan Kardec (1804-1869). Conegut com el «codificador de l'espiritisme.».

L'espiritisme (d'esperit i -isme o sistema: "sistema per a l'estudi de l'esperit") és una doctrina apareguda al segle xix sota el guiatge d'Allan Kardec, qui va crear aquesta paraula, que pretén estudiar la naturalesa, l'origen i l'avenir dels esperits, i també les seves relacions amb el món corporal.

## Creences fonamentals
- Déu existeix.

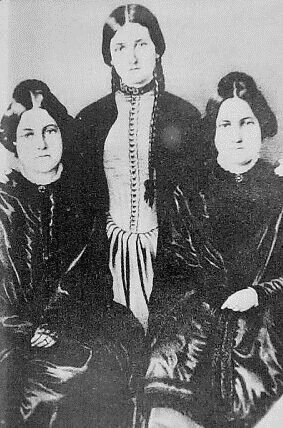
Germanes Fox: Leah (1814-90), Margaretta (1836-93), i Catherine (1838-92).

- Després de la mort, l'esperit humà sobreviu i passa a habitar una dimensió anomenada "món espiritual".
- Algunes persones posseeixen el do de mediumnitat, que els permet comunicar-se amb els esperits que habiten aquest món.
- Els esperits es reencarnen, tornen a la vida a la Terra en un nou cos a través de la gestació, per a continuar amb el seu progrés intel·lectual i moral.
- Les accions bones i dolentes en aquesta existència tindran conseqüències en existències futures.

## Precedents
Des d'èpoques molt remotes, la humanitat ha cregut possible comunicar-se amb els esperits dels morts. El xaman dels pobles primitius d'Àsia i Oceania afirmava tenir aquest do. En la Grècia heroica, es donava per cert que els difunts habitaven a l'Hades i era possible entrar en contacte amb ells mitjançant ritus màgics. En l'Odissea, d'Homer, l'heroi arriba a l'Hades i realitza un ritual segons el que l'indica la bruixa Circe. D'aquesta manera, Odisseu aconsegueix parlar amb l'esperit de la seva mare i amb els dels seus companys morts a Troia.
Tant a Orient com a Occident, les religions institucionalitzades i les creences populars han reservat sempre un lloc important als esperits dels morts, als quals es venera i rendeix culte amb diversos rituals.
A l'edat mitjana, es va creure que els esperits tornaven a vegades al món dels vius, i es van multiplicar els contes de fantasmes. En Hamlet, el dramaturg William Shakespeare presenta el fantasma del rei assassinat demanant venjança al protagonista, el seu fill. Aquest tipus d'aparició, que provocava temor reverencial, estava registrada en molts relats anteriors a l'època de Shakespeare, però no consta que hi hagués una pràctica pròpiament espiritista per a aconseguir la comunicació amb els morts.

## L'espiritisme alseglexix

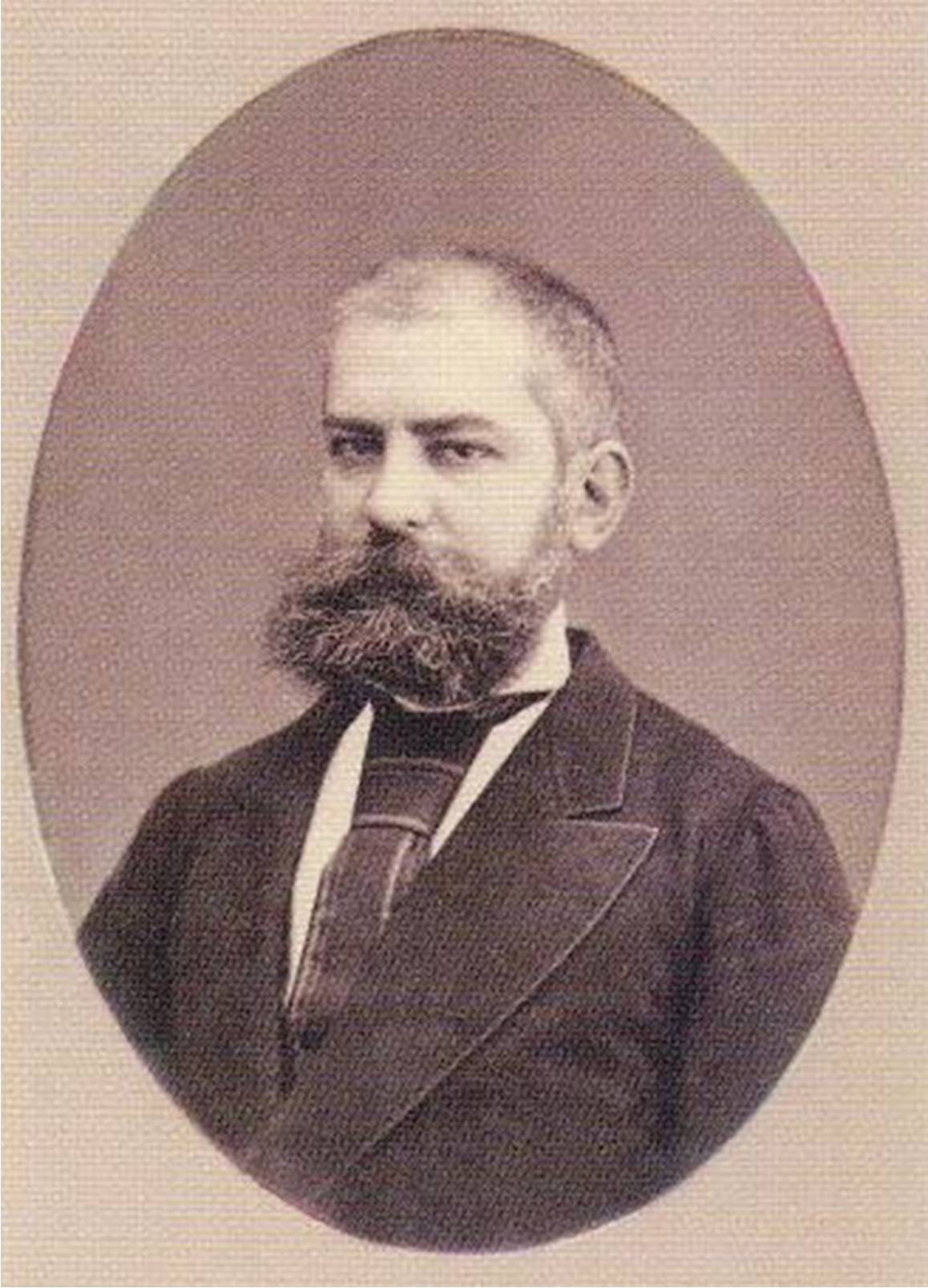
Luis Francisco Benítez de Lugo y Benítez de Lugo (1837-1876). Noble espanyol, pioner de l'espiritisme a Espanya.

L'espiritisme comença amb els diàlegs que Kardec afirma haver establert amb el que molts investigadors en aquell temps creien que eren ànimes de les persones difuntes. Com a educador amb sòlida formació humanística, una vegada convençut de l'origen espiritual dels fenòmens que va investigar, entre 1854 i 1856, Kardec va buscar una manera de fer de la supervivència de l'ànima humana i la comunicació amb aquesta alguna cosa útil per a la humanitat, en els camps ètic i social. També va pensar que les religions no eren capaces de fer millors les persones en un sentit moral, a causa del seu fracàs com a institucions humanes. La ciència, al mateix temps, havia evolucionat i arribat a un prestigi com mai en la història, portant avantatges sense paral·lel per als humans. Ambdós factors contribuiran a augmentar la incredulitat en l'espiritualitat humana en tots els nivells socials de les societats europees. Kardec va veure en això una tendència social indesitjable que hauria de ser retornada a un nou paradigma per a entendre la realitat. Les seves característiques principals serien:
- La promoció del diàleg entre les tres formes clàssiques de coneixement (científic, filosòfic i religiós), per ordre d'importància a l'hora d'arribar a un coneixement més ampli i profund de la realitat;
- Aquest nou paradigma hauria de proporcionar l'accés al coneixement per a tota la gent, en comptes de la manera hermètica que els coneixements filosòfics i científics tenien en aquell temps;
- La relació humana amb l'espiritualitat no necessitaria cap mediació institucional. Una espiritualitat natural seria bastant més apropiada per a la realització humana.

Aquesta proposta va derivar en la publicació el 1857 del Llibre dels esperits. Aquest volum suposa el començament del moviment espiritista contemporani. En els anys que segueixen, Kardec va publicar nombrosos llibres, com El llibre dels mèdiums (1861), L'Evangeli segons l'espiritisme (1864), El cel i l'infern o la justícia divina segons l'espiritisme (1865) i Gènesi, els miracles i les profecies segons l'espiritisme (1868). El 1858, va fundar la Revista Espírita, de la qual fou director fins al 1869 (any de la seva mort).
Molta gent "ben educada" d'Europa i els Estats Units, gradualment, va abraçar l'espiritisme com una explicació lògica de la realitat, fins i tot dels temes relacionats amb la transcendència, com Déu i la vida futura. Milers de societats espiritistes van ser creades a ambdós continents, i els principis espiritistes van estar tan disseminats que, en alguns estats com l'estat espanyol, la disciplina d'Espiritisme va ser candidata a integrar el programes regulars de "segon ensenyament i de les facultats de Filosofia i Lletres i de Ciències". Un dels grans artífexs d'aquesta proposició de Llei va ser Luis Francisco Benítez de Lugo y Benítez de Lugo, noble canari que és considerat un dels grans pioners de l'espiritisme a Espanya. No obstant això, amb l'ascensió de règims totalitaris en moltes nacions europees, una repressió forta va ocórrer en el continent sencer sobre l'espiritisme i molts altres moviments filosòfics, socials i polítics. Les guerres mundials, en la primera meitat del segle xx, van ser el cop final per al moviment d'espiritistes en la major part d'Europa.

## L'espiritisme als segles XX i XXI
Avui en dia, l'espiritisme, a més de ser considerat una superstició per la ciència i un "joc" per a moltes persones (sobretot adolescents), constitueix una doctrina i filosofia de vida, seguida per milions de persones en el món (i és Brasil l'estat on té major acceptació).
Els principis d'aquest espiritisme religiós es basen en els ensenyaments obtinguts en la comunicació amb esperits suposadament més evolucionats moralment. Segons els testimonis dels practicants d'aquestes comunicacions amb els esperits, aquestes poden produir-se mitjançant el codi de cops en una taula, amb la veu o l'escriptura d'un mèdium, mitjançant la transcomunicació instrumental (l'ús d'aparells electrònics multimèdia com càmeres, ràdios, televisió, etc.) o directament amb els esperits que es presenten com a aparicions.
La identificació de l'espiritisme com a creença religiosa crea una gran controvèrsia dintre del mateix moviment espiritista; mentre uns el consideren religió, uns altres hi reclamen la consideració de ciència.
La majoria de les escoles o moviments espiritistes d'Occident es consideren cristianes, encara que l'Església catòlica ha rebutjat l'espiritisme, col·locant-lo en la categoria de les pràctiques d'"endevinació i màgia".

## L'espiritisme a Catalunya
Els introductors de l'espiritisme a Catalunya provenien de cercles francesos i del magnetisme. Va ser perseguit per l'església catòlica, que l'associava a les possessions demoníaques i ben aviat es va lligar al feminisme (per la igualtat de rols de gènere dels congregats), el sindicalisme, ja que els participants en les sessions volien fugir de l'autoritat establerta.

## L'espiritisme al Brasil

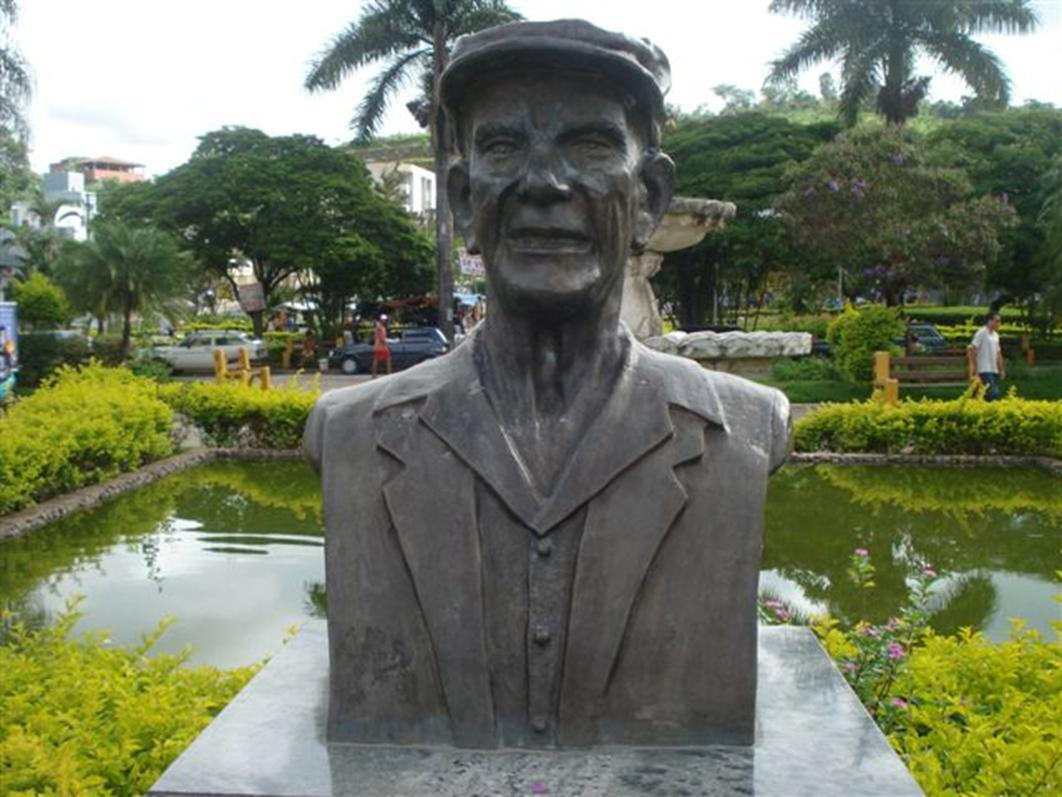
Bust de Chico Xavier (1910-2002). Mèdium i divulgador de l'espiritisme al Brasil ia la resta del món.

L'espiritisme va aconseguir ser divulgat pràcticament a tot Europa en el segle xix. Va arribar al Brasil el 1865. Actualment, és l'estat que reuneix el major nombre d'espiritistes a tot el món. La Federação Espírita Brasileira -entitat d'àmbit nacional del Moviment Espiritista- associa aproximadament deu mil institucions espiritistes, distribuïdes per totes les regions del país. Actualment, inclou 2,3 milions d'espiritistes, segons el cens realitzat l'any 2000 per l'Institut Brasiler de Geografia i Estadística (IBGE). Segons les dades del mateix cens, els espiritistes són el tercer major grup religiós del país i el segment social que té major renda i nivell d'escolaritat. Els espiritistes tenen la seva imatge fortament associada a la pràctica del bé i de la caritat. Sostenen en tots els estats brasilers, asils, orfenats, escoles per a persones amb carències i d'altres institucions d'assistència i promoció social. Allan Kardec, el codificador de l'espiritisme, és una personalitat prou coneguda i respectada al Brasil. Ja s'han venut més de 20 milions d'exemplars en tot l'estat dels seus llibres. Si fossin comptabilitzats els altres llibres espiritistes, el mercat editorial brasiler espiritista sobrepassa els 4.000 títols ja editats i més de 100 milions d'exemplars venuts.
Una figura important n'és Chico Xavier (1910-2002), reconegut pels espiritistes com un gran mèdium i divulgador de l'espiritisme al Brasil i al món.